# Araneus expletus
Araneus expletus là một loài nhện trong họ Araneidae.
Loài này thuộc chi Araneus. Araneus expletus được Octavius Pickard-Cambridge miêu tả năm 1889.